# Landesamt für Sicherheit in der Informationstechnik (Bayern)
Das Landesamt für Sicherheit in der Informationstechnik (LSI) ist eine Landesbehörde des Freistaates Bayern. Es wurde mit Inkrafttreten des LSI-Errichtungsgesetzes am 1. Dezember 2017 offiziell eingerichtet. Bayern ist damit das erste Bundesland mit einer eigenständigen IT-Sicherheitsbehörde. Mit Gründung wurde das bestehende Bayern-CERT vom Landesamt für Finanzen (LfF) in das LSI integriert und bildete das Kernteam mit 8 Mitarbeitern. Standort des Landesamtes ist Nürnberg mit den Außenstellen Bad Neustadt an der Saale und Würzburg. Im LSI sollen künftig rund 200 IT-Sicherheitsexperten tätig sein. Zum 30. März 2022 verfügt das LSI über 110 Mitarbeiter.

## Gesetzliche Grundlage
Die gesetzliche Grundlage des LSI bildet der 2. Teil des Bayerischen E-Government-Gesetzes (BayEgovG). Das Gesetz regelt die Aufgaben, Zielgruppen und Zuständigkeiten des LSI. Dieses ist dem Staatsministerium der Finanzen, für Landesentwicklung und Heimat unmittelbar nachgeordnet. Darüber hinaus enthält das Gesetz Regelungen zum Datenschutz und zum Datenaustausch mit anderen Behörden.

## Aufgaben
Kernaufgabe des LSI ist der Schutz der staatlichen IT-Infrastruktur – dem BayernServer und dem BayernNetz. Das LSI wird Kommunen in konkreten Sicherheitsvorfällen aktiv unterstützten und beraten. Weiter wird das LSI Beratungsleistungen für die Staatsverwaltung, öffentliche Unternehmen und Betreiber kritischer Infrastrukturen anbieten, sowie Bürger beraten und zum Thema IT-Sicherheit sensibilisieren.
Das LSI ist an der so genannten Cyberabwehr Bayern beteiligt, einem Koordinierungsverbund verschiedener bayerischer Behörden im Bereich der Cybersicherheit.

## Organisation
Das LSI ist in drei aufgabenbezogene Abteilungen gegliedert:
- Abteilung Cyber-Sicherheit und Technik: Die Abteilung verantwortet unter anderem die Angriffserkennung und das Sicherheitsmonitoring des bayerischen Behördennetzes sowie die Durchführung von Penetrationstests.
- Abteilung Sicherheitsberatung: In dieser Abteilung sind Aufgaben der Beratung für die Staatsverwaltung und öffentliche KRITIS-Betreiber angesiedelt. Zudem werden hier Sicherheitsrichtlinien für bayerische Behörden erlassen und Audits bearbeitet. Auch der Kontakt zum Bundesamt für Sicherheit in der Informationstechnik läuft vorwiegend über diese Abteilung.
- Abteilung Zentrale Aufgaben: In dieser Abteilung sind vorwiegend die Verwaltungsaufgaben des LSI, wie die Personalverwaltung und der Betrieb eigener IT-Systeme konzentriert.

Am 30. Juli 2020 wurde die Außenstelle des LSI in Bad Neustadt an der Saale eröffnet. Dort sollen künftig 15 Mitarbeiter tätig sein. Das Personal der Abteilungen ist abteilungsübergreifend über die drei Standorte Nürnberg, Bad Neustadt und Würzburg verteilt.